# 田村毅
田村 毅（たむら たけし、1943年6月14日 - ）は、日本の仏文学者。東京大学名誉教授。専門はジェラール・ド・ネルヴァル。博士（文学）（東京大学・2006年）。日本学術会議会員。

## 略歴
- 麻布高等学校卒。
- 1968年3月 東京大学文学部卒業（フランス語フランス文学専修課程）
- 1971年
  - 4月 東京大学大学院人文科学研究科仏語仏文学専門課程博士課程進学
  - 9月 パリ第4大学第三期博士課程留学（1974年まで）
- 1974年
  - 3月 東京大学大学院人文科学研究科仏語仏文学専門課程博士課程退学
  - 4月 東京大学文学部助手
- 1977年4月 立教大学一般教育部講師
- 1979年4月 東京大学教養学部助教授
- 1984年4月 東京大学文学部助教授
- 1991年12月 東京大学文学部教授
- 1994年4月 東京大学総長補佐（1995年3月まで）
- 1995年4月 東京大学大学院人文社会系研究科教授
- 1999年4月 東京大学大学院人文社会系研究科長・文学部長（2001年3月まで）
- 2006年
  - 3月 定年退職
  - 6月 東京大学名誉教授
- 2009年4月 獨協大学特任教授

## 著書
- 『ジェラール・ド・ネルヴァル 幻想から神話へ』東京大学出版会 2006

## 共編
- 『ロワイヤル仏和中辞典』恒川邦夫・春木仁孝・倉方秀憲・吉田城共編 旺文社 1985
- 『プチ・ロワイヤル仏和辞典』倉方秀憲・春木仁孝・東郷雄二・大木充共編 旺文社 1986
- 『フランス文学史』塩川徹也共編 東京大学出版会 1995
- 『ロワイヤル・ポッシュ仏和・和仏小辞典』改訂新版 旺文社 2001
- 『フランスの言語文化 フランス語の文化誌』月村辰雄共編著 放送大学 2002
- 『フランス文化事典』塩川徹也、西本晃二、鈴木雅生共編、丸善出版 2012

## 翻訳
- ジル・ドゥルーズ/クレール・パルネ『ドゥルーズの思想』大修館書店 1980
- ポール・フルキエ『哲学講義3 行動Ⅰ』原好男・菅野昭正共訳 筑摩書房 1976/ちくま学芸文庫 1997
- モーリス・パンゲ『テクストとしての日本』竹内信夫・工藤庸子共訳 筑摩書房 1987
- ロジェ・シャルティエ/グリエルモ・カヴァッロ『読むことの歴史 ヨーロッパ読書史』片山英男・月村辰雄・大野英二郎・浦一章・平野隆文・横山安由美共訳 大修館書店 2000